# Frederick Gardner Cottrell

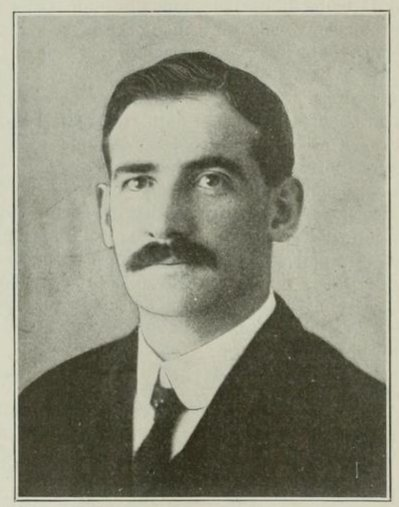

Frederick Gardner Cottrell (ur. 10 stycznia 1877 w Oakland, Kalifornia – zm. 16 listopada 1948) – amerykański chemik fizyczny. Wynalazca elektrofiltra. Równanie Cottrella jest współcześnie jednym z elementarnych w chronoamperometrii. Twórca fundacji Research Corporation for Science Advancement, jednej z pierwszych tego typu w Stanach Zjednoczonych.